# الاتوچیرا
الاتوچیرا (به انگلیسی: Alattuchira) یک منطقهٔ مسکونی در هند است که در کرالا واقع شده‌است.